# Enregistrement (stockage d'informations)
Pour les articles homonymes, voir Enregistrement.
L'enregistrement est l’action de fixer une information sur un support matériel comme un disque dur, un CD-ROM, une clé USB ou une bande magnétique.
L’enregistrement et la lecture sur le support matériel peuvent se faire de façon séquentielle ou aléatoire. Dans le mode séquentiel, les enregistrements sont traités (écrits ou lus) un à un dans l’ordre de leur apparition sur le support en commençant par le premier. Dans le mode aléatoire, un index contenant l’identification de l’enregistrement et son adresse permet à l’ordinateur d’accéder directement à l’enregistrement désiré pour le lire ou le modifier.